# REPL
REPL(read-eval-print loop) 또는 인터랙티브 톱레벨(interactive toplevel), 랭기지 셸(language shell)은 단일 사용자의 입력(예: 단일 식)을 취하고 이를 평가(실행)하고 결과를 사용자에게 반환시키는 단순한 상호작용 컴퓨터 프로그래밍 환경이다. REPL 환경으로 작성된 프로그램은 구간마다 실행된다. 이 용어는 보통 클래식 리스프 머신 상호작용 환경과 유사한 프로그래밍 인터페이스를 의미다. 일반적인 예로는 프로그래밍 언어를 위한 명령 줄 셸 및 유사 환경을 들 수 있으며 기법은 스크립트 언어의 특징과 매우 닮아있다.

## 개요
REPL에서 사용자는 (전체 컴파일 단위가 아닌) 하나 이상의 식을 입력하면 REPL은 이들을 평가하고 결과를 표시한다.

## 용도
셸로서 REPL 환경을 통해 사용자가 운영 체제의 관련 기능에 접근할 수 있고 프로그래밍 기능에도 접근이 가능하다.
운영 체제 셸 밖에서 REPL의 가장 일반적인 용도는 즉각적인 프로토타이핑이다. 그 밖의 용도로는 수식 계산, 과학 분석(예: IPython)을 연동하는 문서 만들기, 상호 작용적인 소프트웨어 유지보수, 벤치마킹, 알고리즘 탐색이 있다.
REPL은 새로운 언어를 학습하는데 필수적인 부분으로 되고 있는데, 초보자에게 빠른 피드백을 제공하기 때문이다.

## 리스프 특화

### 구현체
최소한의 정의: 
```
(
define
 
(
REPL
 
env
)

  
(
print
 
(
eval
 
env
 
(
read
)))

  
(
REPL
 
env
)
 
)

```

여기서 env는 초기 eval-uation(평가) 환경을 대표한다. 또, env가 eval에 의해 파괴적으로 업데이트될 수 있다.

## 같이 보기
- 인터프리터